# PTPRC

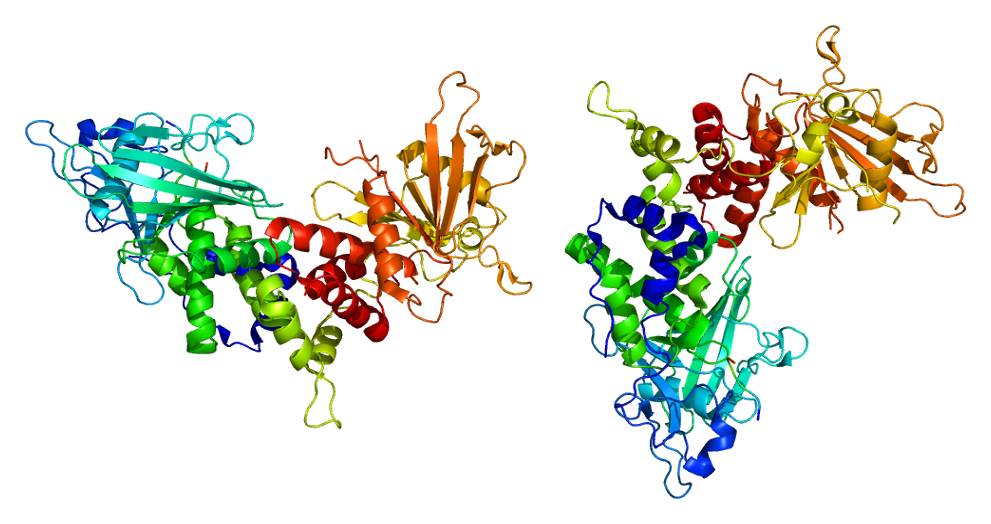

Enzym PTPRC (CD45) je kódován genem PTPRC.

## Funkce
CD45 je protein tyrozin fosfatáza (PTP), která je důležitým regulátorem antigenní receptorové signalizace T-buněk a B-buněk. Může interagovat přímo se složkami receptorů, nebo pomocí aktivace Src kináz, které jsou podstatné pro receptorovou signalizaci. CD45 může také defosforylovat JAK kinázy a tím regulovat odpověď na cytokiny. CD45 podléhá alternativnímu sestřihu, což vede ke vzniku odlišných izoforem.
CD45 může v T-lymfocytech i B-lymfocytech defosforylovat inhibiční tyrosin v kinázách rodiny Src (SFKs, Src family kinase). To vede k pozitivní regulaci T buněk a B buněk pomocí CD45. Vysoká hladina CD45 ale může zabránit signalizaci TCR, naopak však podporuje signalizaci BCR. To naznačuje, že pro BCR signalizaci má CD45 pouze pozitivní roli, zatímco pro TCR signalizaci může působit nejen pozitivně, ale také negativně.
Během vývoje v thymu je CD45 důležitý pro pozitivní i negativní selekci T-lymfocytů. Nízká exprese CD45 vede k negativní selekci a to následně přispívá ke snížení repertoáru T-buněk. V thymu jsou T-lymfocyty vystaveny galectinu-1 a galectinu-3. Vazba CD45 na galectin-3 může indukovat v T-lymfocytech buněčnou smrt. Buňky Difúzního velkobuněčného B-lymfomu (DLBCL) mohou exprimovat galectin-3. Jeho vazba na CD45 může modulovat fosfatázovou aktivitu. CD45 může dále vázat galectin-1, což vede v T-lymfocytech k indukci apoptózy. Tato regulace je modulována N-glykosilací a O-glykosilací. V přítomnosti O-glykanu dochází u CD45 po vazbě galectinu-1 k modulaci tyrosin fosfatázové aktivity. V přítomnosti kyseliny sialové je navázání galectinu-1 na povrch T-lymfovytů blokováno.